# فاليري بنعيم
فاليري بنعيم (وُلدت في 30 أغسطس 1969)، صحفية وكاتبة ومقدمة برامج تلفزيونية ومضيفة إذاعية فرنسية من أصل مغربي.

## الحياة الشخصية
ولدت في الدار البيضاء، المغرب. في عام 2012، انضمت إلى فريق البرنامج التلفزيوني لا تلمس منصبي مع سيريل حنونة. في عام 2016، أصبحت عرابة جمعية "جوست هومين".

## راديو
| السنة     | عرض                   | راديو       | كلمات                   |
| --------- | --------------------- | ----------- | ----------------------- |
| 1993-1997 | الرسائل الاخباريه     | راديو المرح | سيباستيان كويت          |
| 2000-2001 | رشقات نارية من الحياة | رتل         |                         |
| 2002-2004 | خطة ارتي آرثر         | راديو المرح | مع آرثر و إيمانويل ليفي |
| 2007      | لا ماتينالي           | شيمري اف ام | مع ألكسندر ديبان        |
| 2010      | على فا سغ إرمنر       | أوروبا 1    | مع لوران روكييه         |
| 2013–2016 | قدم في الشقة          | أوروبا 1    | مع سيريل حنونة          |

## ببليوغرافيا
| السنة | كتاب                            | كلمات                    |
| ----- | ------------------------------- | ------------------------ |
| 2005  | لا روز دي ستالينجراد            | مكتوبة مع (جان كلود هول) |
| 2009  | كارلا بروني ساركوزي، لوس أنجلوس | مكتوبة مع إيف أزروال     |

## المسرح
| السنة | العنوان                          | المؤلف         | مدير            | كلمات                     |
| ----- | -------------------------------- | -------------- | --------------- | ------------------------- |
| 2012  | مغامرات تولو، عالم البيئة الصغير | كارين تا أومبي | كاتيا ليوكوفيتش | بيتي ث أوستر دي فاري أومت |

## روابط خارجية
[http://www.imdb.com/name/nm1048086/ Valérie Benaïm
] في قاعدة بيانات الأفلام على الإنترنت